# Armin Bačinović
Armin Bačinović est un footballeur international slovène né le 24 octobre 1989 à Maribor. Il joue au poste de milieu de terrain.

## Palmarès
NK Maribor
- Champion de Slovénie en 2009 et 2011.
- Vainqueur de la Coupe de Slovénie en 2010.
- Vainqueur de la Supercoupe de Slovénie en 2009.